# Seututie 627
Pour les articles homonymes, voir Route 627.
La route régionale 627 (finnois : Seututie 627) est une route régionale allant de Hirvaskangas à Äänekoski jusqu'à Multia en Finlande,,.

## Présentation
La seututie 627 est une route régionale de Finlande-Centrale.

## Parcours
- Äänekoski
  - Hirvaskangas

- Uurainen
  - Kangashäkki
  - centre d'Uurainen
  - Kyynämöinen
- Multia
  - Sahrajärvi